# Mistrzostwa Europy w Lekkoatletyce 1982 – bieg na 100 m mężczyzn

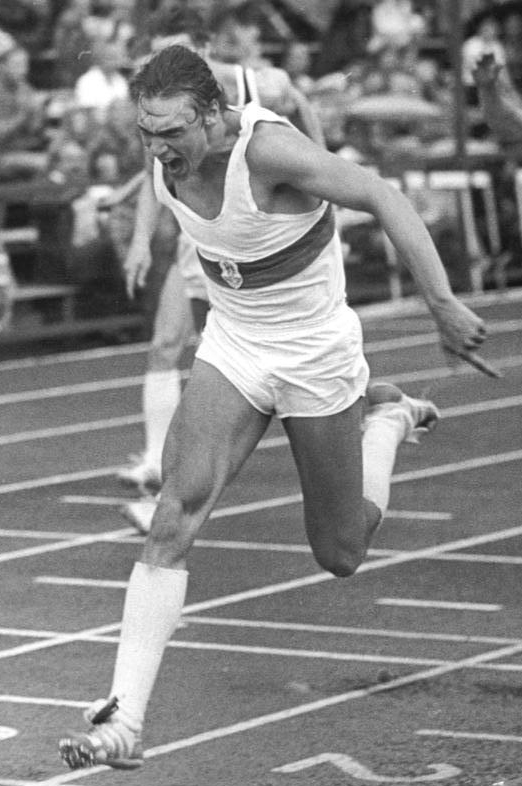
Frank Emmelmann

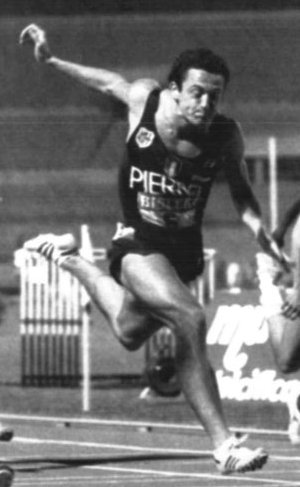
Pierfrancesco Pavoni

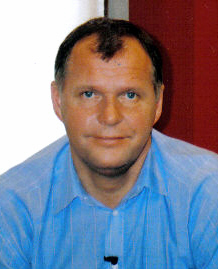
Marian Woronin

Bieg na dystansie 100 metrów mężczyzn był jedną z konkurencji rozgrywanych podczas XIII mistrzostw Europy w Atenach. Biegi eliminacyjne zostały rozegrane 6 września, a biegi półfinałowe i bieg finałowy 7 września 1982 roku. Zwycięzcą tej konkurencji został reprezentant Niemieckiej Republiki Demokratycznej Frank Emmelmann. W rywalizacji wzięło udział dwudziestu ośmiu zawodników z trzynastu reprezentacji.

## Rekordy
| Rekord świata     | Jim Hines (USA)     | 9,95  | Meksyk, Meksyk        | 14.10.1968 |
| Rekord Europy     | Pietro Mennea (ITA) | 10,01 | Meksyk, Meksyk        | 04.09.1979 |
| Rekord mistrzostw | Pietro Mennea (ITA) | 10,19 | Praga, Czechosłowacja | 29.08.1978 |

## Wyniki

### Eliminacje
Rozegrano pięć biegów eliminacyjnych. Do półfinałów awansowało po trzech najlepszych zawodników każdego biegu eliminacyjnego (Q) oraz jeden spośród pozostałych z najlepszym czasem (q).
Bieg 1
| Miejsce | Zawodnik             | Czas  | Uwagi |
| ------- | -------------------- | ----- | ----- |
| 1       | Pierfrancesco Pavoni | 10,45 | Q     |
| 2       | Bernard Petitbois    | 10,55 | Q     |
| 3       | Władimir Murawjow    | 10,57 | Q     |
| 4       | Christian Zirkelbach | 10,59 |       |
| 5       | Krzysztof Zwoliński  | 10,61 |       |

Bieg 2
| Miejsce | Zawodnik        | Czas  | Uwagi |
| ------- | --------------- | ----- | ----- |
| 1       | Christian Haas  | 10,45 | Q     |
| 2       | Thomas Schröder | 10,54 | Q     |
| 3       | Stefan Burkart  | 10,59 | Q     |
| 4       | Jim Evans       | 10,62 |       |

Bieg 3
| Miejsce | Zawodnik        | Czas  | Uwagi |
| ------- | --------------- | ----- | ----- |
| 1       | Cameron Sharp   | 10,28 | Q     |
| 2       | Nikołaj Sidorow | 10,38 | Q     |
| 3       | Olaf Prenzler   | 10,40 | Q     |
| 4       | Kosmas Stratos  | 10,45 | q     |
| 5       | Petyr Petrow    | 10,48 |       |
| 6       | Werner Bastians | 10,58 |       |
| 7       | István Tatár    | 10,69 |       |

Bieg 4
| Miejsce | Zawodnik          | Czas  | Uwagi |
| ------- | ----------------- | ----- | ----- |
| 1       | Frank Emmelmann   | 10,30 | Q     |
| 2       | Arkadiusz Janiak  | 10,55 | Q     |
| 3       | Iwajło Karanjotow | 10,61 | Q     |
| 4       | Attila Kovács     | 10,64 |       |
| 5       | Antoine Richard   | 10,66 |       |
| 6       | Gianfranco Lazzer | 10,73 |       |

Bieg 5
| Miejsce | Zawodnik             | Czas  | Uwagi |
| ------- | -------------------- | ----- | ----- |
| 1       | Marian Woronin       | 10,20 | Q     |
| 2       | Giovanni Grazioli    | 10,43 | Q     |
| 3       | Aleksandr Jewgienjew | 10,44 | Q     |
| 4       | Stefan Nilsson       | 10,50 |       |
| 5       | Zdeněk Mazur         | 10,55 |       |
| 6       | Franco Fähndrich     | 10,65 |       |

### Półfinały
Rozegrano dwa półfinały. Do finału awansowało po czterech najlepszych zawodników każdego biegu półfinałowego (Q).
Półfinał 1
| Miejsce | Zawodnik             | Czas  | Uwagi |
| ------- | -------------------- | ----- | ----- |
| 1       | Marian Woronin       | 10,44 | Q     |
| 2       | Nikołaj Sidorow      | 10,44 | Q     |
| 3       | Olaf Prenzler        | 10,38 | Q     |
| 4       | Pierfrancesco Pavoni | 10,50 | Q     |
| 5       | Thomas Schröder      | 10,58 |       |
| 6       | Christian Haas       | 10,58 |       |
| 7       | Iwajło Karanjotow    | 10,66 |       |
| 8       | Stefan Burkart       | 10,77 |       |

Półfinał 2
| Miejsce | Zawodnik             | Czas  | Uwagi |
| ------- | -------------------- | ----- | ----- |
| 1       | Frank Emmelmann      | 10,30 | Q     |
| 2       | Cameron Sharp        | 10,32 | Q     |
| 3       | Bernard Petitbois    | 10,49 | Q     |
| 4       | Kosmas Stratos       | 10,50 | Q     |
| 5       | Władimir Murawjow    | 10,58 |       |
| 6       | Aleksandr Jewgienjew | 10,59 |       |
| 7       | Giovanni Grazioli    | 10,61 |       |
| 8       | Arkadiusz Janiak     | 10,69 |       |

### Finał
| Miejsce | Zawodnik             | Czas  |
| ------- | -------------------- | ----- |
| 1       | Frank Emmelmann      | 10,21 |
| 2       | Pierfrancesco Pavoni | 10,25 |
| 3       | Marian Woronin       | 10,28 |
| 4       | Cameron Sharp        | 10,28 |
| 5       | Nikołaj Sidorow      | 10,32 |
| 6       | Olaf Prenzler        | 10,35 |
| 7       | Bernard Petitbois    | 10,50 |
| 8       | Kosmas Stratos       | 12,56 |